# Мышца, противопоставляющая большой палец кисти
Мышца, противопоставляющая большой палец кисти (лат. Musculus opponens pollicis) — мышца кисти.
Имеет форму тонкой треугольной пластинки и залегает под короткой мышцей, отводящей большой палец кисти. Начинается от бугорка кости-трапеции и удерживателя сгибателей. Прикрепляется к наружному краю I пястной кости.

## Функция
Противопоставляет большой палец мизинцу, притягивая к ладони его пястную кость.